# Gymnelia jordani
Gymnelia jordani är en fjärilsart som beskrevs av Hans Zerny 1912. Gymnelia jordani ingår i släktet Gymnelia och familjen björnspinnare. Inga underarter finns listade i Catalogue of Life.